# Kojuhivka, Vasîlkiv
Kojuhivka (în ucraineană Кожухівка) este un sat în comuna Danîlivka din raionul Vasîlkiv, regiunea Kiev, Ucraina.

## Demografie
Componența lingvistică a localității Kojuhivka
     Ucraineană (97,24%)
     Rusă (2,63%)
Conform recensământului din 2001, majoritatea populației localității Kojuhivka era vorbitoare de ucraineană (97,24%), existând în minoritate și vorbitori de rusă (2,63%).